# Natalie Dell
Natalie Dell (Silver Spring, 20 de febrero de 1985) es una deportista estadounidense que compitió en remo.
Participó en los Juegos Olímpicos de Londres 2012, obteniendo una medalla de bronce en la prueba de cuatro scull. Ganó una medalla de plata en el Campeonato Mundial de Remo de 2011, en la misma prueba.

## Palmarés internacional
| Juegos Olímpicos   | Juegos Olímpicos      | Juegos Olímpicos  | Juegos Olímpicos |
| Año                | Lugar                 | Medalla           | Prueba           |
| ------------------ | --------------------- | ----------------- | ---------------- |
| 2012               | Londres (Reino Unido) | Medalla de bronce | Cuatro scull     |
| Campeonato Mundial |                       |                   |                  |
| Año                | Lugar                 | Medalla           | Prueba           |
| 2011               | Bled (Eslovenia)      | Medalla de plata  | Cuatro scull     |